# Blake Beavan
Pour les articles homonymes, voir Beavan.
Blake William Beavan (né le 17 janvier 1989 à Irving, Texas, États-Unis) est un lanceur droitier des Ligues majeures de baseball jouant avec les Mariners de Seattle entre 2011 et 2014.

## Carrière
Blake Beavan est un choix de première ronde des Rangers du Texas et 17e joueur amateur sélectionné au total par une équipe du baseball majeur en 2007. Le géant de deux mètres (six pieds sept pouces) amorce sa carrière professionnelle en ligues mineures dès 2008. Joueur prometteur de l'organisation des Rangers, il est échangé aux Mariners de Seattle le 9 juillet 2010 avec Justin Smoak, Josh Lueke et Matthew Lawson en retour du lanceur étoile Cliff Lee et du releveur Mark Lowe.
Beavan fait ses débuts dans les majeures à l'âge de 22 ans le 3 juillet 2011 alors qu'il est le lanceur partant de Seattle face aux Padres de San Diego. Il n'accorde qu'un point sur trois coups sûrs à l'adversaire en sept manches lancées, aidant les Mariners à l'emporter 3-1 et signant sa première victoire dans les grandes ligues.